# 高林恭子
高林 恭子（たかばやし きょうこ、1981年1月15日 - ）は、日本の女性総合格闘家。岐阜県高山市出身。ALIVE所属。

## 来歴
2005年5月11日、プロデビュー。
2005年9月18日、第12回全日本アマチュア修斗選手権・女子フライ級（2名参加）に出場。ワンマッチ決勝で山崎裕子に判定勝ちし、優勝を果たした。
2007年3月11日、スマックガールで石岡沙織と対戦し、3-0の判定勝ち。
2007年11月8日、修斗で藤井惠と対戦し、0-3の判定負け。
2008年2月14日、SMACKGIRL WORLD ReMix TOURNAMENT 2008 ライト級トーナメント1回戦でアンナ・ミッシェル・タバレスと対戦し、腕ひしぎ三角固めで一本負け。
2009年4月25日、VALKYRIE 02で行われたVALKYRIE女子フェザー級次期挑戦者決定トーナメント準決勝でWINDY智美と対戦し、チョークスリーパーで一本勝ち。7月12日、CAGE FORCE & Valkyrieで行われた決勝でV一と対戦し、1-2の判定負け。
2010年4月11日、VALKYRIE 05のメインイベントで藤野恵実と対戦。フェザー級王座次期挑戦者決定戦とも目された試合で、2-0の判定勝ちを収めた。
2010年11月28日、VALKYRIE 08で女子フェザー級王者V一に挑戦し、1-0の判定ドローで王座獲得はならなかった。

## 戦績

### プロ総合格闘技
| 総合格闘技 戦績 | 総合格闘技 戦績 | 総合格闘技 戦績 | 総合格闘技 戦績 | 総合格闘技 戦績 | 総合格闘技 戦績 | 総合格闘技 戦績 |
| --------------- | --------------- | --------------- | --------------- | --------------- | --------------- | --------------- |
| 16 試合         | (T)KO           | 一本            | 判定            | その他          | 引き分け        | 無効試合        |
| 11 勝           | 1               | 4               | 6               | 0               | 1               | 0               |
| 4 敗            | 0               | 1               | 3               | 0               | 1               | 0               |

| 勝敗 | 対戦相手                     | 試合結果                      | 大会名                                                                          | 開催年月日     |
| △    | V一                          | 5分3R終了 判定1-0             | VALKYRIE 08 【VALKYRIE女子フェザー級タイトルマッチ】                            | 2010年11月28日 |
| ○    | 藤野恵実                     | 3分3R終了 判定2-0             | VALKYRIE 05                                                                     | 2010年4月11日  |
| ○    | 内藤晶子                     | 1R 2:25 TKO（マウントパンチ） | CAGE FORCE【VALKYRIEルール】                                                    | 2009年9月12日  |
| ×    | V一                          | 3分3R終了 判定1-2             | CAGE FORCE & Valkyrie 【VALKYRIE女子フェザー級次期挑戦者決定トーナメント 決勝】 | 2009年7月12日  |
| ○    | WINDY智美                    | 1R 1:41 チョークスリーパー    | VALKYRIE 02 【VALKYRIE女子フェザー級次期挑戦者決定トーナメント 準決勝】         | 2009年4月25日  |
| ×    | アンナ・ミッシェル・タバレス | 2R 0:26 腕ひしぎ三角固め      | SMACKGIRL WORLD ReMix TOURNAMENT 2008 開幕戦 【ライト級トーナメント 1回戦】     | 2008年2月14日  |
| ×    | 藤井惠                       | 5分2R終了 判定0-3             | 修斗 BACK TO OUR ROOTS 06                                                       | 2007年11月8日  |
| ○    | 吉田正子                     | 1R 1:57 チョークスリーパー    | 修斗 BATTLE MIX TOKYO 03                                                        | 2007年5月26日  |
| ○    | ゆうこ                       | 1R 3:06 腕ひしぎ十字固め      | 修斗 BATTLE MIX TOKYO 02                                                        | 2007年3月30日  |
| ○    | 石岡沙織                     | 5分2R終了 判定3-0             | SMACKGIRL-F 2007 〜The Next Cinderella Tournament 2007 開幕戦〜                 | 2007年3月11日  |
| ○    | YOKO                         | 5分2R終了 判定3-0             | SMACKGIRL 2006 〜極女伝説〜                                                     | 2006年11月29日 |
| ○    | 内藤晶子                     | 5分2R終了 判定3-0             | SMACKGIRL 2006 〜群女割拠〜                                                     | 2006年9月15日  |
| ×    | せり                         | 5分2R終了 判定1-2             | SMACKGIRL 2006 〜頂女決戦〜                                                     | 2006年6月30日  |
| ○    | 山関奈々子                   | 1R 2:59 スリーパーホールド    | 修斗 SHOOTO GIG CENTRAL Vol.9                                                   | 2006年2月26日  |
| ○    | Edge                         | 5分2R終了 判定2-1             | SMACKGIRL-F 2005 〜下北実験リーグ Round1〜                                      | 2005年10月15日 |
| ○    | 堺千陽                       | 5分2R終了 判定3-0             | SMACKGIRL-F 2005 〜Next Cinderella Tournament 2005 2nd stage〜                  | 2005年7月10日  |

### グラップリング
| 勝敗 | 対戦相手 | 試合結果                   | 大会名                                                          | 開催年月日    |
| ×    | 藤井惠   | 判定0-2                    | SMACKGIRL GRAPPRING QUEEN TOURNAMENT 2007 【ライト級 決勝】     | 2007年9月24日 |
| ○    | 茂木康子 | 判定2-0                    | SMACKGIRL GRAPPRING QUEEN TOURNAMENT 2007 【ライト級 準決勝】   | 2007年9月24日 |
| ○    | 岡田君絵 | 4:15 足首固め              | SMACKGIRL GRAPPRING QUEEN TOURNAMENT 2007 【ライト級 1回戦】    | 2007年9月24日 |
| ×    | SAYAKA   | 4分2R終了 判定0-3          | W-FACE                                                          | 2005年7月29日 |
| ○    | 町田佳恵 | 1R 1:10 チョークスリーパー | コリアフェスタ「コリア闘技祭」G-SHOOTOスペシャル 日韓格闘技大会 | 2005年5月11日 |

### アマチュア総合格闘技
| 勝敗 | 対戦相手 | 試合結果            | 大会名                                                 | 開催年月日    |
| ○    | 山崎裕子 | 3分2R終了 判定47-40 | 第12回全日本アマチュア修斗選手権 【女子フライ級 決勝】 | 2005年9月18日 |

## 獲得タイトル
- 第12回全日本アマチュア修斗選手権 女子フライ級 優勝（2005年）[1]